# Mount Misery, Tasmanien
Mount Misery är ett berg i Australien. Det ligger i regionen Huon Valley och delstaten Tasmanien, i den sydöstra delen av landet, omkring 28 kilometer väster om delstatshuvudstaden Hobart. Toppen på Mount Misery är 491 meter över havet.
Runt Mount Misery är det mycket glesbefolkat, med 2 invånare per kvadratkilometer.. Närmaste större samhälle är Huonville, nära Mount Misery.
I omgivningarna runt Mount Misery växer i huvudsak städsegrön lövskog. Genomsnittlig årsnederbörd är 920 millimeter. Den regnigaste månaden är juli, med i genomsnitt 114 mm nederbörd, och den torraste är februari, med 49 mm nederbörd.